# بخش یونین (شهرستان ماسکینگوم، اوهایو)
بخش یونین (به انگلیسی: Union Township) یک منطقهٔ مسکونی در ایالات متحده آمریکا است که در شهرستان ماسکینگام، اوهایو واقع شده‌است.
 بخش یونین ۶۵٫۹ کیلومتر مربع مساحت و ۴٬۳۵۹ نفر جمعیت دارد و ۲۹۴ متر بالاتر از سطح دریا واقع شده‌است.